# HD 61005
HD 61005 — звезда, которая находится в созвездии Корма на расстоянии около 100 световых лет от нас.

## Характеристики
Звезда относится к классу жёлтых карликов, к которому принадлежит и Солнце. Однако HD 61005 намного моложе нашего дневного светила — ей всего лишь 135 миллионов лет, это чрезвычайно юный возраст для звёзд. В связи с этим, у неё был обнаружен протопланетный диск — скопление газо-пылевой материи, формирующей планетную систему. HD 61005 находится в Местном пузыре — регионе с малой концентрацией пылевых облаков.

## Протопланетный диск
В 2007 году группа астрономов объявила об открытии протопланетного диска в системе HD 61005. Он имеет необычную форму, что, возможно, объясняется воздействием плотных регионов межзвёздной среды. Исследователи также предполагают, что прохождение через такие регионы может повлиять на атмосферу формирующихся планет. Диск в диаметре достигает 240 а. е., морфологически он напоминает фигуру мотылька, поэтому он получил соответствующее неофициальное название. Его внутренний радиус составляет около 10 а. е. Анализ полученных данных не подтвердил наличие планет в системе.